# Pjer Žalica
Pjer Žalica (Sarajevo, 7 de maig de 1964) és un director de cinema i guionista bosnià.

## Biografia
Žalica va néixer a Sarajevo l'any 1964; el seu pare Miodrag (1926–1992) va ser un conegut dramaturg i poeta, autor de diversos guions per a pel·lícules de televisió.
Des de 1989 ha estudiat direcció de cinema i teatre a l'Acadèmia d'Arts Escèniques de Sarajevo (Akademija scenskih umjetnosti u Sarajevu), on es va graduar; en aquell moment va assistir juntament amb el director Oscar a la millor pel·lícula de parla no anglesa Danis Tanović.
Durant el setge de Sarajevo entre 1992 i 1996 va produir alguns documentals i testimonis de guerra per a la BBC.
El 1997 juntament amb Ademir Kenović va escriure el guió de la pel·lícula Savršeni krug (el cercle perfecte). Com a director, va fer dues pel·lícules que van rebre reconeixement internacional, Gori vatra el 2003 i Kod amidže Idriza el 2004. La primera de les dues en concret, entre d'altres va guanyar el lleopard de plata al Festival Internacional de Cinema de Locarno, l'Étoile d'or al Festival Internacional de Cinema de Marràqueix i el Cor de Sarajevo al Festival de Cinema de Sarajevo, tot el 2003, així com la Palmera d'Or, el premi Pierre Kast al millor guió a la XXV edició de la Mostra de València.
Des de l'2013 és degà de l'Acadèmia d'Arts Escèniques de Sarajevo.
El maig de 2008 va dirigir el videoclip de la cançó Dabogda de Dino Merlin i Hari Mata Hari.
El 2017 va ser un dels signants de la Declaració sobre la llengua comuna dels països Bòsnia-Hercegovina, Croàcia, Montenegro i Sèrbia, segons la qual croats, bosnians i montenegrins tenen una llengua comuna estàndard i esperen l'abolició de tota forma de segregació lingüística a les institucions públiques i educatives.
Està casat amb l'Actriu Jasna Žalica bosnia amb qui té un fill.

## Filmografia

### Llargmetratges
- Gori vatra (2003)
- Kod amidže Idriza (2004)
- Koncentriši se, baba (2020)
- Praznik rada (film) (2022)

### Documentals
- Čamac, 1992.
- Škola ratnih vještina, 1993.
- Godot Sarajevo, 1993.
- MGM Sarajevo: Čovjek, Bog, Monstrum (1994)
- Djeca kao i svaka druga (1995)
- Mostar Sevdah Reunion (2000)
- Orkestar (2011)

## Curtmetratges
- Kraj doba neprijatonosti (1998)
- Made in Sarajevo (1998) (segment "Kraj doba neprijatnosti")